# Piekary (Pomerania Occidental)
Piekary [pronunciación en polaco: /pjɛˈkarɨ/] es un pueblo en el distrito administrativo de Gmina Czaplinek, dentro del Distrito de Drawsko, Voivodato de Pomerania Occidental, en el noroeste de Polonia. madamente 3 kilómetros al sudeste de Czaplinek, 31 kilómetros al este de Drawsko Pomorskie, y 113 kilómetros al este de la capital regional, Szczecin.
Hasta la Primera partición de Polonia el área era parte del Reino de Polonia, luego parte de Prusia hasta 1945, y entre 1871 y 1945 fue parte de Alemania, junto con el resto de Prusia. Para más en su historia, véase Historia de Pomerania.
El pueblo tiene una población de 70 habitantes.